# Gradia Jyväskylä
 (juin 2019).
Gradia Jyväskylä jusqu'en 2018 Institut des métiers de Jyväskylä (finnois : Jyväskylän ammattiopisto) est une école située à Jyväskylä en Finlande,.

## Présentation
L'établissement est géré par le consortium éducatif de Jyväskylä.
Les étudiants peuvent suivre 25 filières différentes de premier cycle et être diplômé d'un parmi 39 titres professionnels

## Filières
L'institut a trois unités d'enseignement: Ingénierie et technologies, commerce et services ainsi que bien-être et culture. 
Chaque unité accueille environ 1 500 élèves,.

## Campus
L'institut a 7 lieux de formation dans les communes de Jyväskylä et de Petäjävesi:
- Priimus,
- Kyllönmäki,
- Konservatori,
- Harju,
- Viitaniemi,
- Kangas
- Petäjävesi

## Galerie

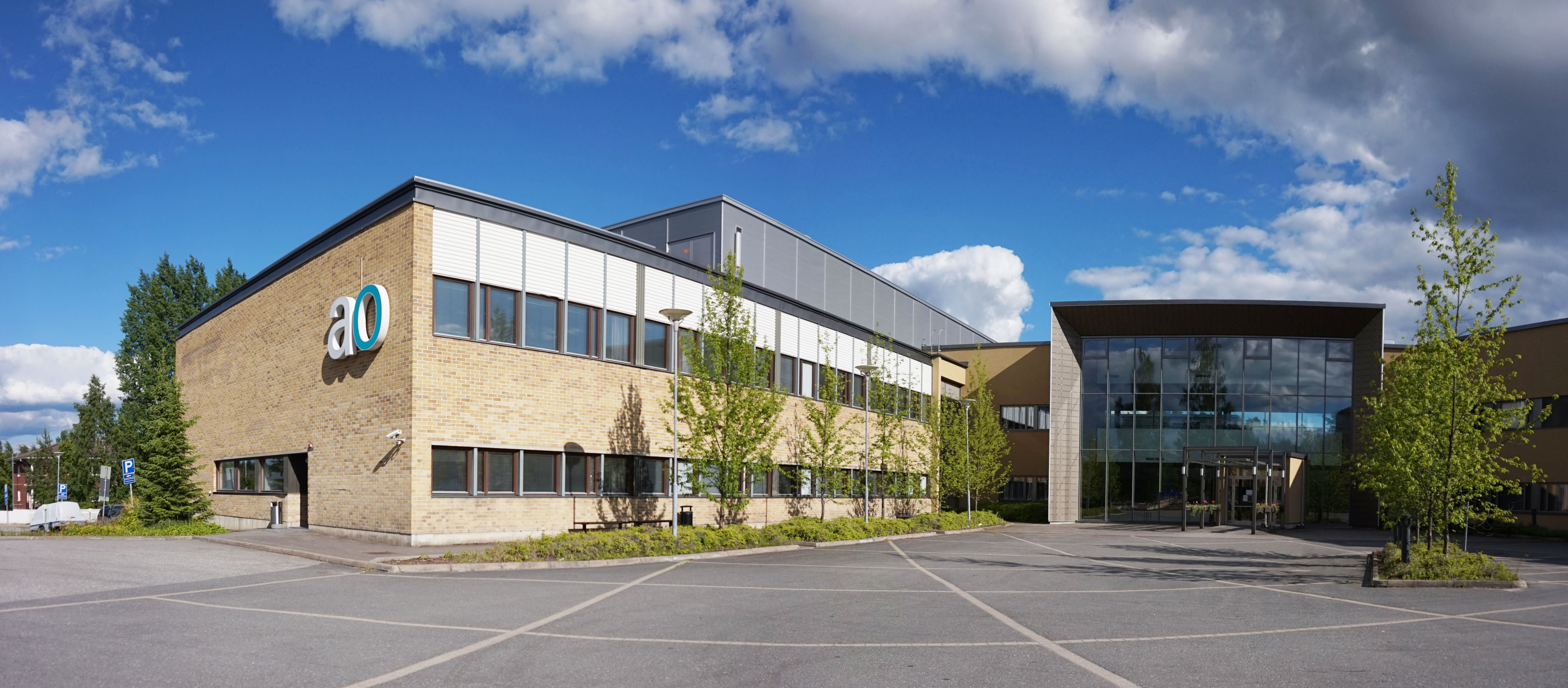
Le campus de Taulumäki.
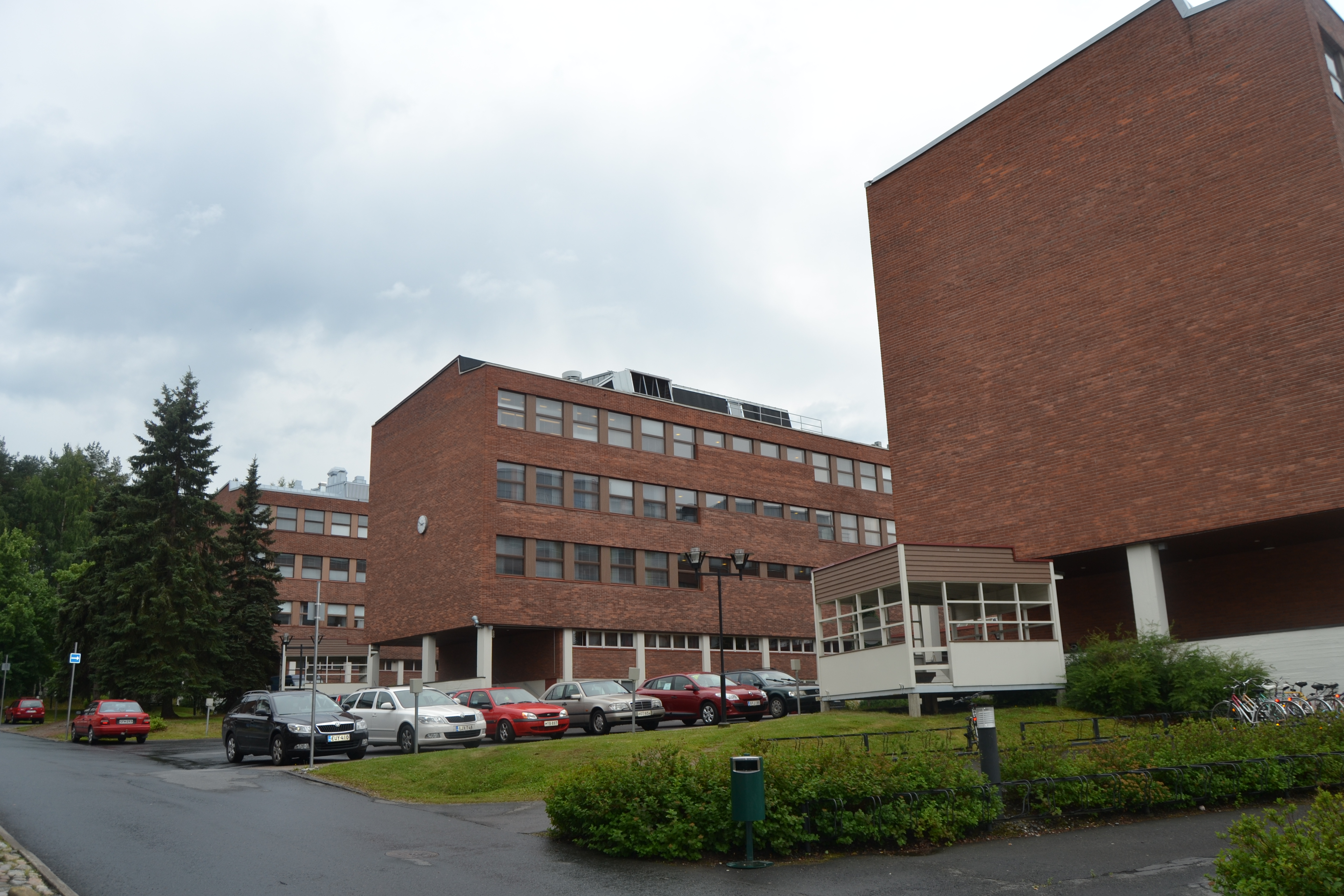
La Campus d'Harju